# Philippe-Frédéric de Dietrich
Il barone Philippe-Frédéric de Dietrich (Strasburgo, 14 novembre 1748 – Parigi, 29 dicembre 1793) è stato un politico e scienziato francese.
Egli fu noto come il primo sindaco di Strasburgo, che incoraggiò Rouget de l'Isle a scrivere vari canti patriottici, tra cui la canzone che divenne nota come La Marsigliese, eseguita per la prima volta a casa sua; è anche noto come scienziato, autore di uno studio sullo sviluppo delle miniere in Francia, distinto geologo e chimico, e membro dell'Accademia delle Scienze. Come sindaco di Strasburgo, accelerò le riforme rivoluzionarie in tutta la regione.

## Biografia

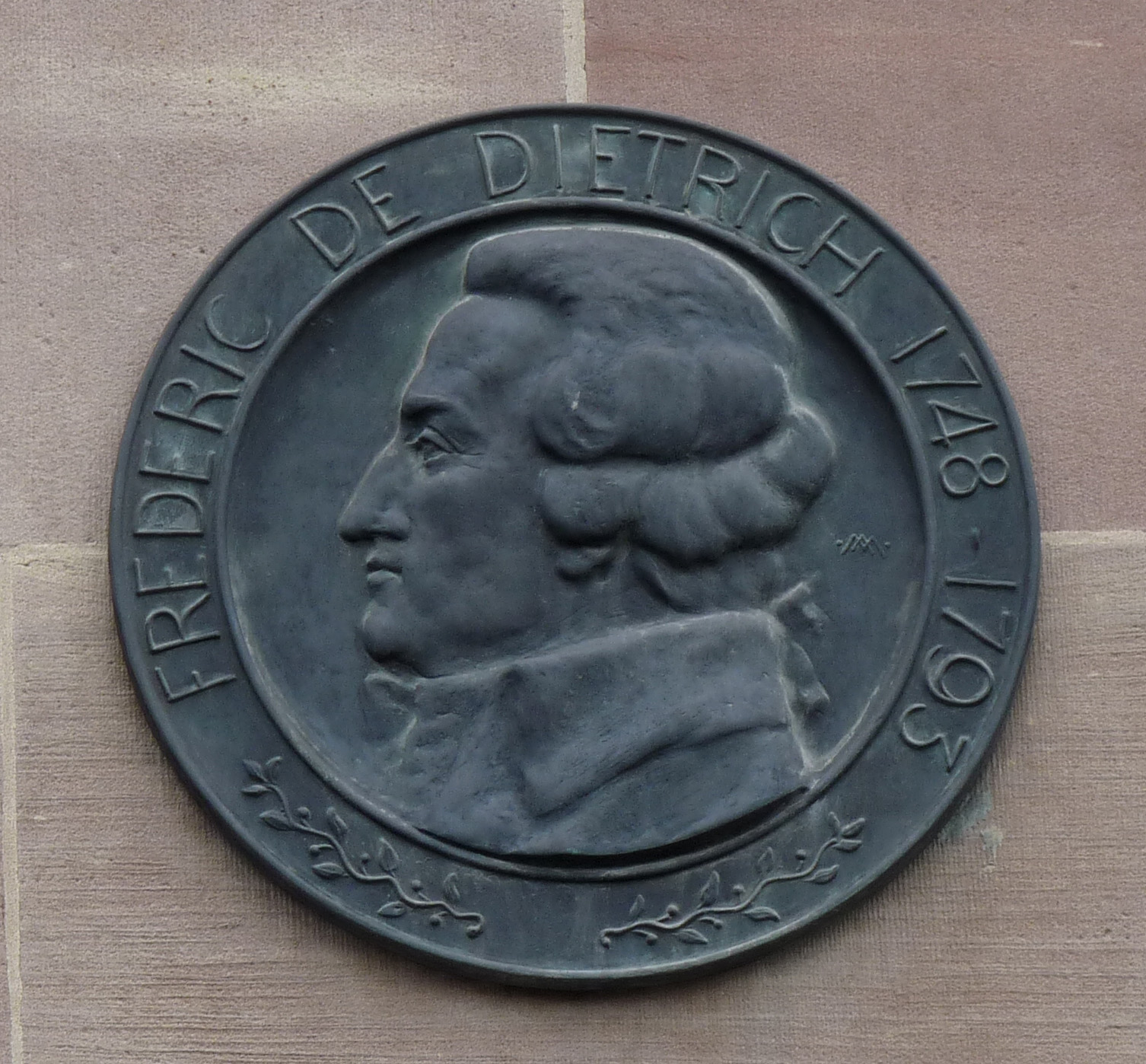
Medaglione di Dietrich, di Alfred Marzolff, in Place Broglie.

Dietrich discendeva da un'antica famiglia di banchieri protestanti di Niederbronn, nel Basso Reno e di Reichshoffen. La famiglia si era trasferita a Strasburgo, nel 1549 alla nascita di Dominique Didier, noto anche Dominick Dietrich per via che il territorio era bilingue. Suo padre, Jean Dietrich (1719–1795, conte di Ban de la Roche), era il figlio di Johann von Dietrich, fondatore e proprietario di Reichshofen. Sua madre, Amélie Hermanny (Anne-Dorothee Hermanni) (1729–1766), era figlia di un importante banchiere. Egli aveva un fratello, Jean (1746–1805), che sposò Louise-Sophie de Glaubitz (1751–1806) e fondò un'impresa di lavori in ferro a Santo Domingo. Suo figlio, Jean-Albert Dietrich (1773–1806) fu consigliere del Basso Reno e sposò Amélie de Berckheim (1776–1855). Sua nipote sposò il nipote del suo successore come sindaco di Strasburgo, William Turckheim (1785–1831), colonnello di cavalleria nell'esercito francese.
Dietrich studiò al ginnasio protestante di Strasburgo e, dal 1772, continuò gli studi in altri paesi europei. Enciclopedista e massone, abbracciò l'ideale dell'illuminismo sviluppando idee sulle scienze e la tecnologia, la differenza di genere senza pregiudizi religiosi, la comprensione e la pace tra i popoli. Fu membro degli Illuminati con il nome di Omarius.
Sposò Louise Sybille Ochs, sorella di Peter Ochs, che divenne sindaco di Basilea e sostenitore militante degli ideali della rivoluzione francese in Svizzera (1798–99).
Divenne segretario e incaricato d'affari del Cantone dei Grigioni, acquistato da suo padre nel 1771. Questo incarico lo obbligò a risiedere a Parigi per metà del tempo. Nel 1775, dimostrò l'origine vulcanica delle colline del Kaiserstuhl, vicino Friburgo in Brisgovia e venne ammesso all'Accademia delle Scienze nel 1786. Nel 1777 partecipò agli esperimenti condotti da Alessandro Volta a Strasburgo, sul metano che gli valse l'ingresso tra i membri dell'Accademia delle Scienze grazie a Antoine Lavoisier. Essi scrissero assieme degli articoli sull'argomento.
L'11 gennaio 1785, fu nominato commissario delle fabbriche, fonderie e foreste del re, una posizione che condivise con Barthélemy Faujas de Saint-Fond. La creazione di questa funzione fu necessaria a causa dell'esaurimento delle foreste e della conseguente necessità di sostituire il legno con il carbone e il coke. Nel corso delle sue funzioni, realizzò la Descrizione di giacimenti e bocche di fuoco del regno in tre volumi: Pirenei (1786), Alsazia superiore e inferiore (1788) e Lorena meridionale (scritto nel 1788 ma pubblicato nel 1799).

## Attività durante la rivoluzione francese

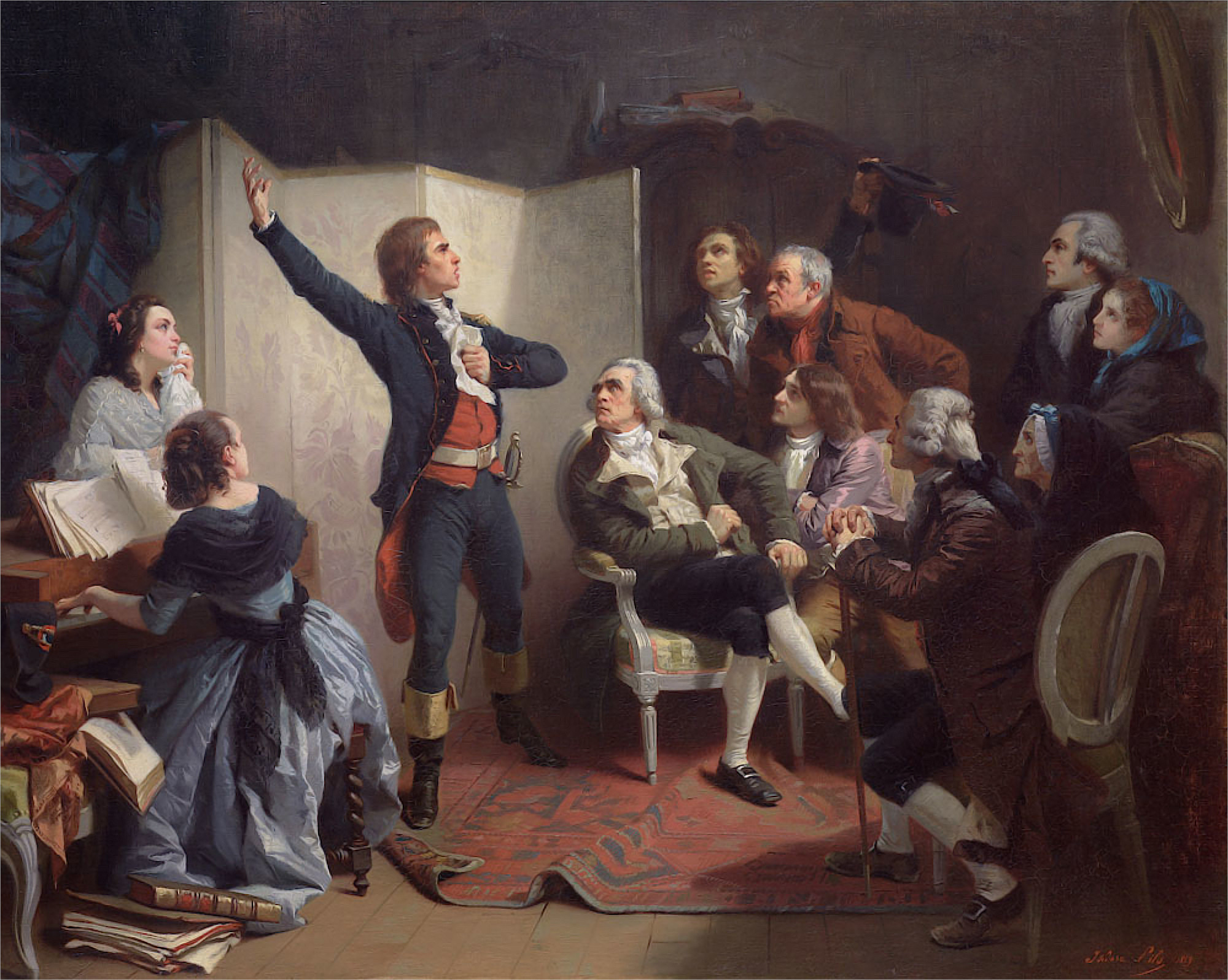
Rouget de Lisle canta la Marsigliese in casa del sindaco Dietrich a Strasburgo (Isidore Pils).

Dietrich fu sindaco di Strasburgo da marzo 1790 ad agosto 1792. A casa sua, nel corso di una cena in onore degli ufficiali della guarnigione di Strasburgo, chiese al capitano Claude Joseph Rouget de Lisle, di stanza nella sua città, di scrivere una canzone Esercito del Reno, che sarebbe divenuta la futura Marsigliese. Rouget de l'Isle compose la canzone nella notte dal 24 al 25 aprile 1792. Secondo le fonti, Dietrich avrebbe cantato egli stesso la canzone, accompagnato al pianoforte da sua moglie, dato che era anche un buon musicista. Il barone Dietrich sapeva che il capitano Rouget de l'Isle era come lui, un massone iscritto alla stessa loggia di Strasburgo.
Convocato al tribunale della Convenzione, venne accusato di sostenere i sacerdoti renitenti e soprattutto di aver protestato contro le giornate insurrezionali del 20 giugno – 10 agosto 1792, Dietrich si rifugiò a Basilea, in casa di suo cognato, Peter Ochs, ma venne fatto prigioniero. I giacobini lo mandarono alla corte di Besançon il 7 marzo 1793, ma venne poi trasportato a Parigi, dove Maximilien Robespierre lo definì un "uomo pericoloso", "uno dei più grandi cospiratori della Repubblica." Per fare pressione sulla corte, Robespierre dichiarò ai Giacobini: "La giustizia nazionale richiede che egli [Dietrich] sia punito, e l'interesse della gente richiede che sia [fatto] in fretta". Di conseguenza, il Tribunale rivoluzionario lo condannò a morte. Egli fu ghigliottinato il 29 dicembre 1793.
Il 23 agosto 1795, la Convenzione nazionale ne riabilitò la reputazione come eroe della Rivoluzione.